# Cryptanthus roberto-kautskyi
Cryptanthus roberto-kautskyi é uma espécie de planta do gênero Cryptanthus e da família Bromeliaceae.  

## Taxonomia
A espécie foi descrita em 1991 por Elton Martinez Carvalho Leme. 

## Conservação
A espécie faz parte da Lista Vermelha das espécies ameaçadas do estado do Espírito Santo, no sudeste do Brasil. A lista foi publicada em 13 de junho de 2005 por intermédio do decreto estadual nº 1.499-R. 